# Kyle of Durness
Der Kyle of Durness ist eine fjordartige Meeresbucht an der Nordküste Schottlands.

## Etymologie
Das anglifizierte Kyle leitet sich vom Schottisch-Gälischen Adjektiv caol ab – mit der Bedeutung eng, schmal. Substantiviert ist das männliche caol eine Engstelle, eine Meerenge, ein enger Einlass und generell eine Verengung. Durness lautet im Schottisch-Gälischen Diùranais, dessen Bedeutung nicht eindeutig ist. Möglicherweise bildet das altnorwegische nes (Landvorsprung) einen Bestandteil des Wortes. Womöglich lautete die norwegische Bezeichnung des Ortes Dyrnes, was so viel wie Vorsprung des Tieres/Wildes bedeutet. Weitere Vermutungen sind Dorainn nis (Sturmvorsprung) und Dhu thir nis (Zunge des schwarzen Landes). Eine weitere Möglichkeit ist der Hauptort von Durness Durine –– im Schottisch-Gälischen Dubh Rinn (schwarzer/fruchtbarer Vorsprung), woran ness angehängt wurde.

## Geographie
Der Küsteneinlass Kyle of Durness gehört zu Sutherland. Von Balnakeil aus reicht er etwa 9 Kilometer nach Süden ins Hinterland hinein. Er trennt hierdurch die Halbinsel Cape Wrath vom schottischen Mainland ab. Nächstgelegener größerer Ort ist Durness.
Der rund 800 Meter breite Kyle of Durness unterliegt den Gezeiten. Der maximale Tidenhub beträgt 3,0 Meter. Bei Niedrigwasser bleibt auf seiner gesamten Länge nur noch ein schmaler Wasserlauf übrig. Der Kyle unterscheidet sich von anderen Einlässen an der Nordküste Schottlands, die meist geradlinig verlaufen, durch seine gebogene Form. So liegt Keoldale an einer langgezogenen Schleife. Der Kyle öffnet sich schließlich in die Balnakeil Bay, die hier 3 Kilometer breit ist.
Die höchste unmittelbare Erhebung am Kyle ist der Beinn an Amair (277 Meter) im Westen. Der Meall Meadhonach (423 Meter) östlich von Sarsgrum ist bereits etwas weiter entfernt.

### Verkehrserschließung

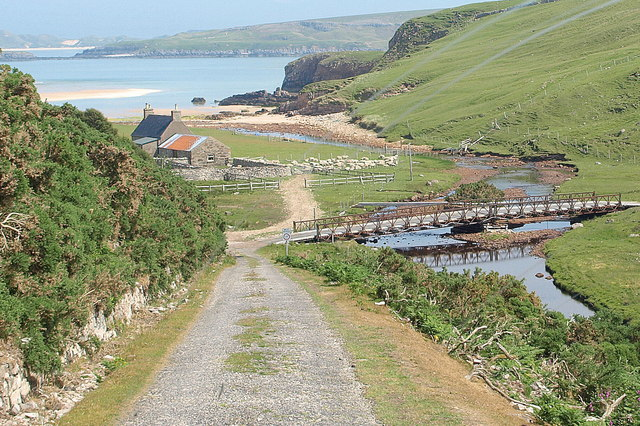
Die U 70 überquert bei Daill den Daill River. Im Hintergrund im Osten der Kyle of Durness

Am Südostufer des Kyles führt die A838 road von Durness nach Scourie vorbei. Von ihr zweigt nach rechts eine unklassifizierte Verbindung nach Keoldale ab – die einzige größere verbliebene Küstensiedlung westlich von Durness. Von Keoldale aus verkehrt in den Sommermonaten Mai bis September eine Personenfähre, die am Westufer bei Achiemore anlegt und dadurch die einzige Landverbindung zum Cape Wrath aufrechterhält. Ausgehend vom Landungssteg folgt die Straße U 70 nach Cape Wrath dann nicht der Küste, sondern verbleibt im Hinterland in etwa 2 Kilometer Abstand. Die Straße wurde in den 1830ern erbaut, um den Leuchtturm am Cape Wrath versorgen zu können.
Das Westufer ist so gut wie unbewohnt, einzige Ausnahmen sind die Gehöfte Achiemore und Daill.

## Hydrographie
In das Südende des Kyles münden der Srath Dionard (River Dionard) sowie mehr von Südwesten kommend  der Grudie River. Weitere Zuflüsse sind der Daill River und andere kleinere Bäche. In der Nähe des Kyles befinden sich auch einige kleine Seen wie beispielsweise der Loch Borralie, der Loch Caladail, der Loch Croispol, der Loch Lanlish und der Loch Meadaidh.

## Geologie

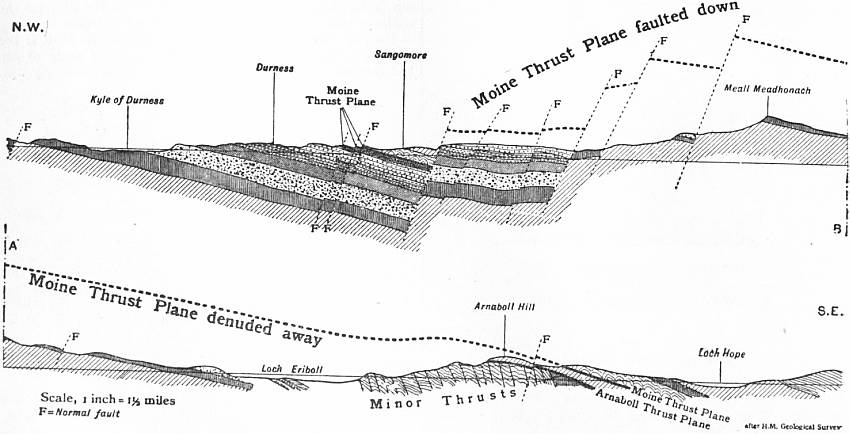
Geologisches Profil von 1911. Zwar etwas veraltet, dennoch lässt sich die Halbgrabenstruktur am Kyle of Durness gut erkennen. Grundgebirge: schräg schraffiert, Ardvreck Group: schwarz und Durness Group: gepunktet und weiter aufwärts.

Geologisch gehört der Kyle of Durness zum Hebriden-Terran Nordwestschottlands, genauer zum Rhiconich-Terran. Dennoch macht sich auf seiner Ostseite bereits der tektonische Einfluss der Moine Thrust Zone bemerkbar.
In der Nähe des Kyleostufers befinden sich zwei Typlokalitäten der Durness Group, beispielsweise die Ghrudaidh-Formation bei Grudie und die Eilean-Dubh-Formation entlang der gleichnamigen Halbinsel. Ferner berühren das Ostufer die Sailmhor-Formation, die Sangomore-Formation, die Balnakeil-Formation und die Croisaphuill-Formation. Vertreten ist aber auch die stratigraphisch tieferliegende Ardvreck Group mit der Eriboll-Formation (Pipe Rock Member) und der An-t-Sròn-Formation (Fucoid Beds Member und Salterella Grit Member). Die Sedimente der Durness Group streichen in der Regel nach Nordnordost, unter einem Einfallswinkel von rund 20° nach Ostsüdost (mit einem Streubereich von 12 bis 55°).
Auf der Westseite des Kyles wird das polymetamorphe Grundgebirge mit Gneisen des Lewisians angetroffen. Die Gneise streichen generell nach Südost und werden dann im Südwesten vom Basal Quartzite Member und dem Pipe Rock Member der Eriboll-Formation transgressiv überdeckt. Der Nordwestrand des Kyles wird von zwei bedeutenden, Südost-streichenden Querbrüchen durchzogen. Der südliche begrenzt einen Krustenblock, auf dem die auflagernde, nach Osten einfallende Applecross-Formation der Torridon Group eingebrochen ist. Ihrem Cape Wrath Sandstone Member folgt an der Küste sodann erneut die Eriboll-Formation. Der nördliche Querbruch schneidet den Vorsprung Geodha Dubh geologisch vom Festlandsgrundgebirge ab. Auf Geodha Dubh stehen die Sangomore-Formation, die Balnakeil-Formation und die Croisaphuill-Formation an.
Somit besitzen die beiden Ufer des Kyles sehr unterschiedliche geologische Verhältnisse. Die karbonatbetonte Durness Group auf der Ostseite hat eine landwirtschaftliche Besiedlung durchaus ermöglicht – was auch durch die zahlreichen archäologischen Fundstätten bestätigt wird – wohingegen die Westseite mit seinen sauren Grundgebirgsböden und Quarzsanden jedweder Kultivierung abwehrend gegenüber eingestellt ist.

### Tektonik
Ausschlaggebender Faktor für die Tektonik des Kyles ist die Moine Thrust Zone, die bereits am Faraid Head ansteht. Die Gesteine des Moinians kommen hier 13 Kilometer vor der eigentlichen Moine Thrust zu liegen. Die Überschiebungen erfolgten im Silur vor rund 430 Millionen Jahren. Die jetzt zu beobachtende Struktur – hintereinandergestaffelte Halbgräben mit flachem Osteinfallen – wurde jedoch erst wesentlich später (im Perm und in der Trias) durch einsetzende Dehnungstektonik angelegt. Die Halbgräben werden ihrerseits von steilstehenden Querbrüchen betroffen, welche vorwiegend Ostnordost, Ost, Ostsüdost und Südost streichen. Die Mehrzahl dieser Querbrüche besitzt eine rechtsverschiebende Komponente, untergeordnet treten aber auch linksverschiebende Störungen auf.

## Archäologie
Als Bestandteil des Special Landscape Areas von Durness (zusammen mit Oldshoremore, Cape Wrath und Durness) kann der Kyle of Durness viele archäologische Fundstätten, auch mehrere aus der Frühgeschichte, vorweisen. Allein auf der Ostseite des Kyles, insbesondere um den Loch Borralie, werden mehr als 200 Fundstätten repertoriert. Die frühgeschichtlichen Funde weisen darauf hin, dass die Umgebung des Kyles während des Neolithikums und der Bronzezeit dicht besiedelt war. Anzuführen sind Cairns (darunter auch einige gekammerte) und Menhire östlich und südöstlich vom Loch Borralie. Ein Steinkreis ist bei Balnakeil zu sehen. Auf sich heraushebendem Gelände westlich des Lochs sowie in Richtung Loch Croispol werden Cluster aus Hut circles (kreisförmig angeordnete Hüttenstrukturen) angetroffen. Sehr extensive Siedlungsbauten und Hut circles finden sich weiter südostwärts am Cnoc na Moine. Aus der späteren Eisenzeit stammen ein Dun (Wehrhof) am Nordwestufer des Loch Borralies, sowie ein Wheelhouse an der erhöhten Ostseite des Sees.
Insbesondere erwähnenswert sind folgende Fundstätten innerhalb eines Radius von 5 Kilometer:
- Ach A’ Chorrain Cairn
- Ach A’ Chorrain Chambered Cairn – unterkammerter Cairn
- Balnakeil Stone Circle – Steinkreis
- Kyle of Durness Cairn – Cairn mit zentraler Kammer/Kiste
- Kyle of Durness Wheelhouse – ein Broch bzw. Nuraghe
- River Dionard Broch – ein Broch/Nuraghe
- Sarsgrum Cairn

Spuren aus dem Mittelalter und der Wikingerzeit sind ebenfalls erhalten geblieben.
Im Jahr 1998 wurde östlich des Kyles in der Nähe eines nahezu rechteckigen Cairns ein Schädelfund gemacht. Weitere Grabungen am Cairn legten zwei Grabstätten frei, worin ein Erwachsener männlichen Geschlechts und ein Jugendlicher unbekannten Geschlechts beigesetzt waren. Sie hatten wahrscheinlich um Christi Geburt gelebt. Bestattungen in rechteckigen Cairns wurde ursprünglich den Pikten zugeschrieben, die ausgrabenden Archäologen sind aber in diesem Fall der Ansicht, dass diese Praxis bereits vor den Pikten bestand.

## Ökologie

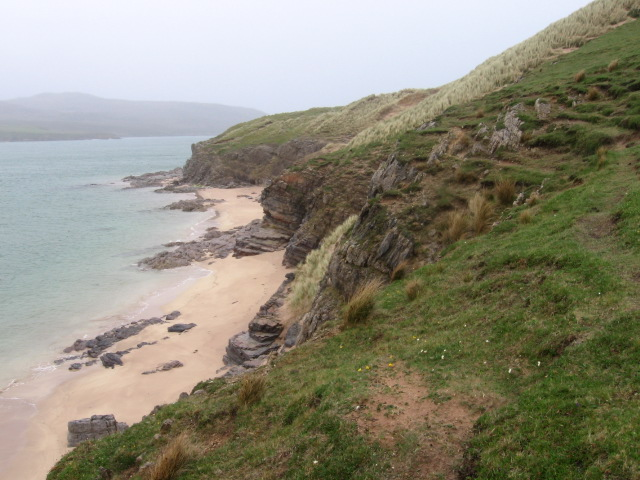
Das Ostufer nördlich von Keoldale. Aufgeschlossen ist die leicht nach Ostnordosten einfallende Eilean-Dubh-Formation.

Der Kyle of Durness ist zusammen mit Faraid Head und dem Küstenverlauf der Balnakeil Bay in den Site of Special Scientific Interest (abgekürzt SSSI) – Durness Site of Special Scientific Interest – integriert. Angetroffen werden hierin bedeutende Küsten- und Inlandhabitate und auch international bekannte geologische Aufschlüsse. Ein Teil dieses SSSI's ist wegen seiner europäischen Bedeutung als Durness Special Area of Conservation (Durness SAC) ausgewiesen.
Da die Ostseite des Kyles vorwiegend auf kambro-ordovizischen Kalkformationen zu liegen kommt, hat sich eine Graslandschaft auf leicht rollenden Hügeln etablieren können. Die Strände entlang des Einlasses werden vorwiegend vom Machair getragen – worin auch einige Dünen eingeschaltet sind. Sehr extensive Dünen finden sich vor allem zwischen Keoldale und Balnakeil und entlang der Halbinsel zum Faraid Head. Sämtliche Entwicklungsstufen von Sanddünen können beobachtet werden – von Wanderdünen in Strandnähe hin zu fest verankerten Dünen mit Strandhafer (Ammophila) sowie kletternden Dünen und auch grasbewachsenen Dünen weiter landeinwärts.
Die Küstengraslandschaft geht unmerklich in Heide über, welche aber durch den Wind an exponierten Stellen meist zurückgestutzt wird. Auf braunen, lehmigen Kalkböden gedeiht, eingestreut zwischen Kalkrippen, eine Heidelandschaft mit der relativ seltenen Weißen Silberwurz (Dryas octopetala) als charakteristischem Taxon. Diese Dryas-Heide gehört mit zu den besten Beispielen seiner Art in Großbritannien und kann durchaus mit dem Burren im County Clare in Irland rivalisieren. Mit der Heide assoziiert sind weitere Taxa der Montanstufe wie beispielsweise Knöllchen-Knöterich (Polygonum viviparum), Fetthennen-Steinbrech (Saxifraga aizoides), Graues Felsenblümchen (Draba incana) und Haarstielige Segge (Carex capillaris).
An der Küste vermischen sich die Dryas-Heiden mit von ausgeblasenem Muschelsand beherrschten Landstrichen. An diesen Stellen erscheint dann oft die Kriech-Weide Salix repens. Eine weit verbreitete Blütenpflanze ist Primula scotica.
Als erwähnenswerte Fauna fungieren selten gewordener Wandersaibling (Salvelinus alpinus) im Loch Borralie, Dohlenkrebs (Austropotamobius pallipes) im Loch Croispol (wurde neu ausgesetzt), Brutkolonien von Papageitauchern (Fratercula arctica) am Faraid Head, Fischotter (sind wahrscheinlich ebenfalls am Brüten) und die sehr seltene Deichhummel (Bombus distinguendus).

### Massenstrandungen

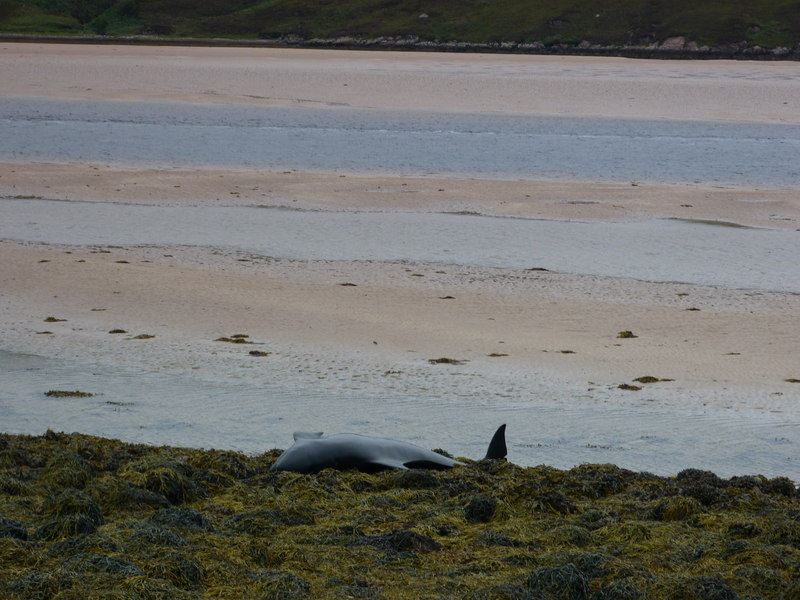
Verendeter Grindwal im Kyle of Durness

Im Kyle of Durness kam es am 22. Juli 2011 zu einer Massenstrandung von Grindwalen. Von 39 gestrandeten Tieren kamen 19 ums Leben. Die Ursache dieser Katastrophe ist nicht aufgeklärt, es verhärtet sich aber der Verdacht, dass neben dem trügerisch-gefährlichen Gezeiteneinlass selbst auch das westwärts anliegende militärische Sperrgebiet mit zu dem Massensterben beigetragen haben könnte. Unterwasserexplosionen am Vortag wurden mittlerweile von einem Untersuchungsausschuss des Ministry of Defence eingestanden.

## Militärisches Sperrgebiet
Westlich des Kyles befindet sich ein militärisches Sperrgebiet – das Cape Wrath Training Area. Dessen Leitzentrum ist auf dem Faraid Head am Nordostende der Balnakeil Bay untergebracht. Die Sperrzone stellt ein Gefahrengebiet dar, welches auch auf das Meer im Norden der Bucht hinausgreift. Schiffe der Royal Navy feuern hier zu Übungszwecken ihre Bordkanonen und Flugzeuge der RAF führen Bombardierungen durch.

## Photogalerie

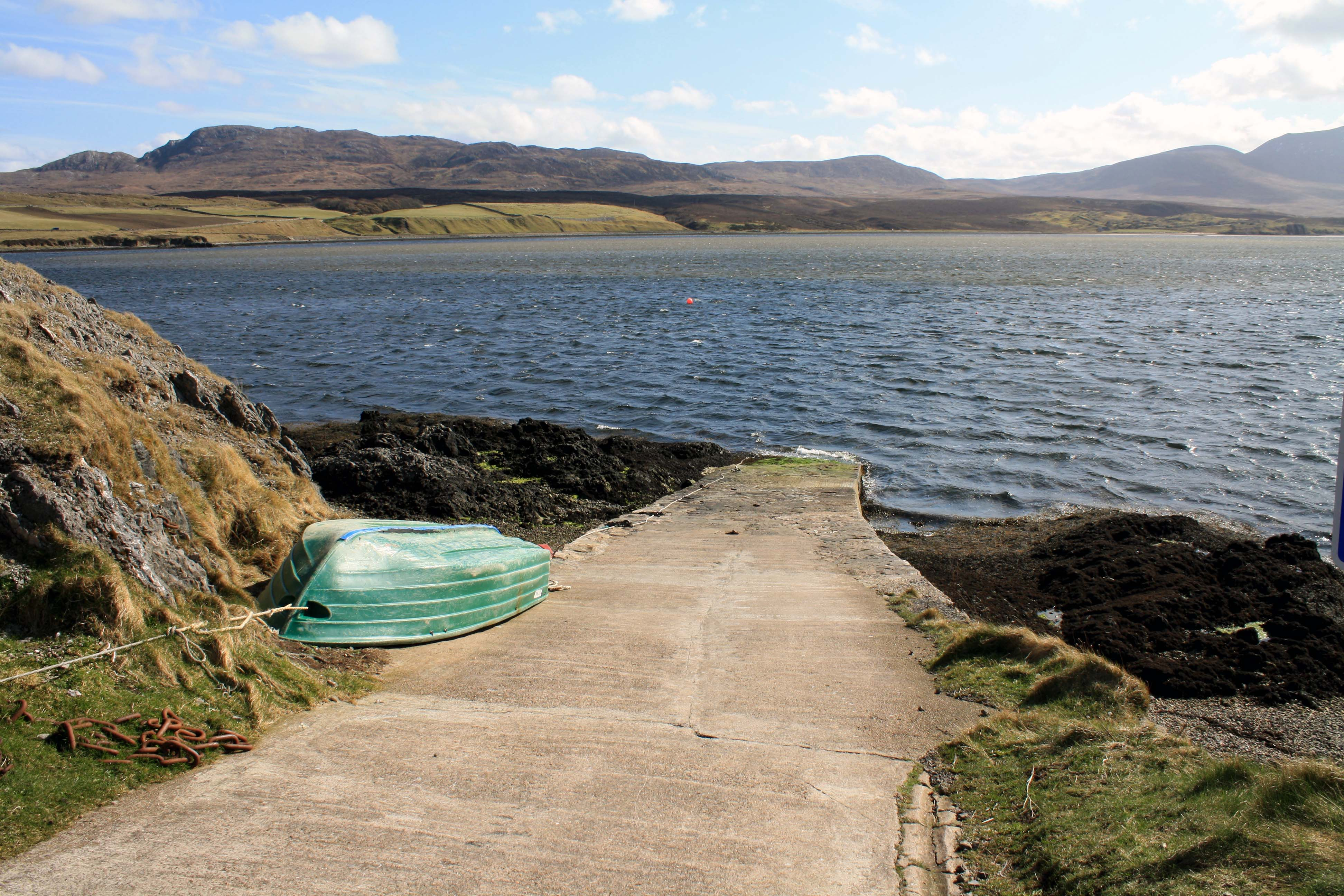
Helling der Fähre über den Kyle, Westufer. Der Blick geht nach Osten hinüber nach Keoldale und zum Meall Meadhonach.
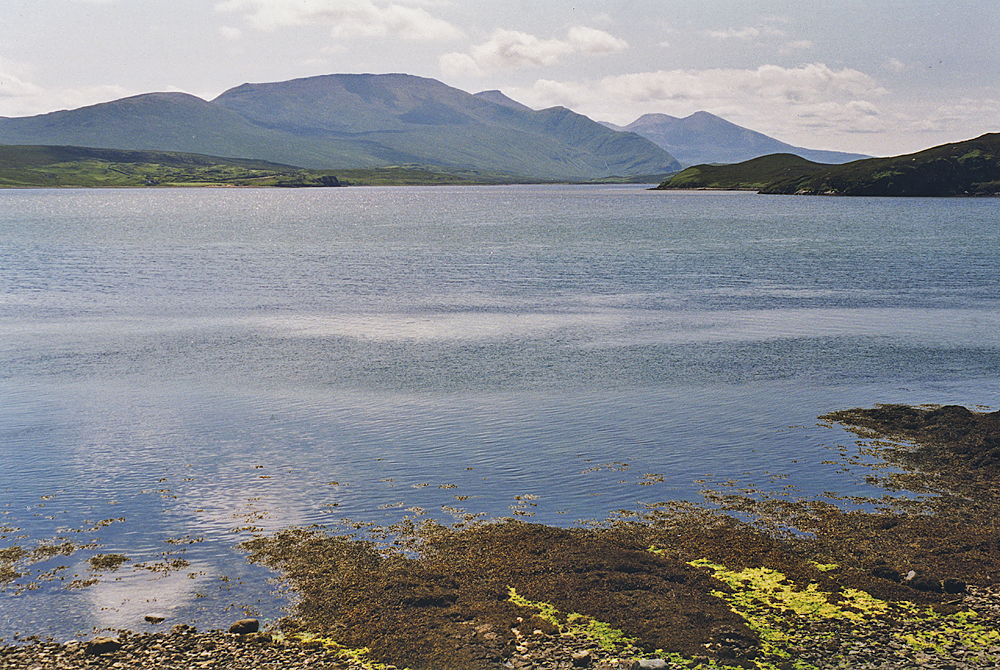
Blick in den Kyle nach Süden, im Hintergrund von links die Berge Beinn Spionnaidh, Cranstackie und Foinaven
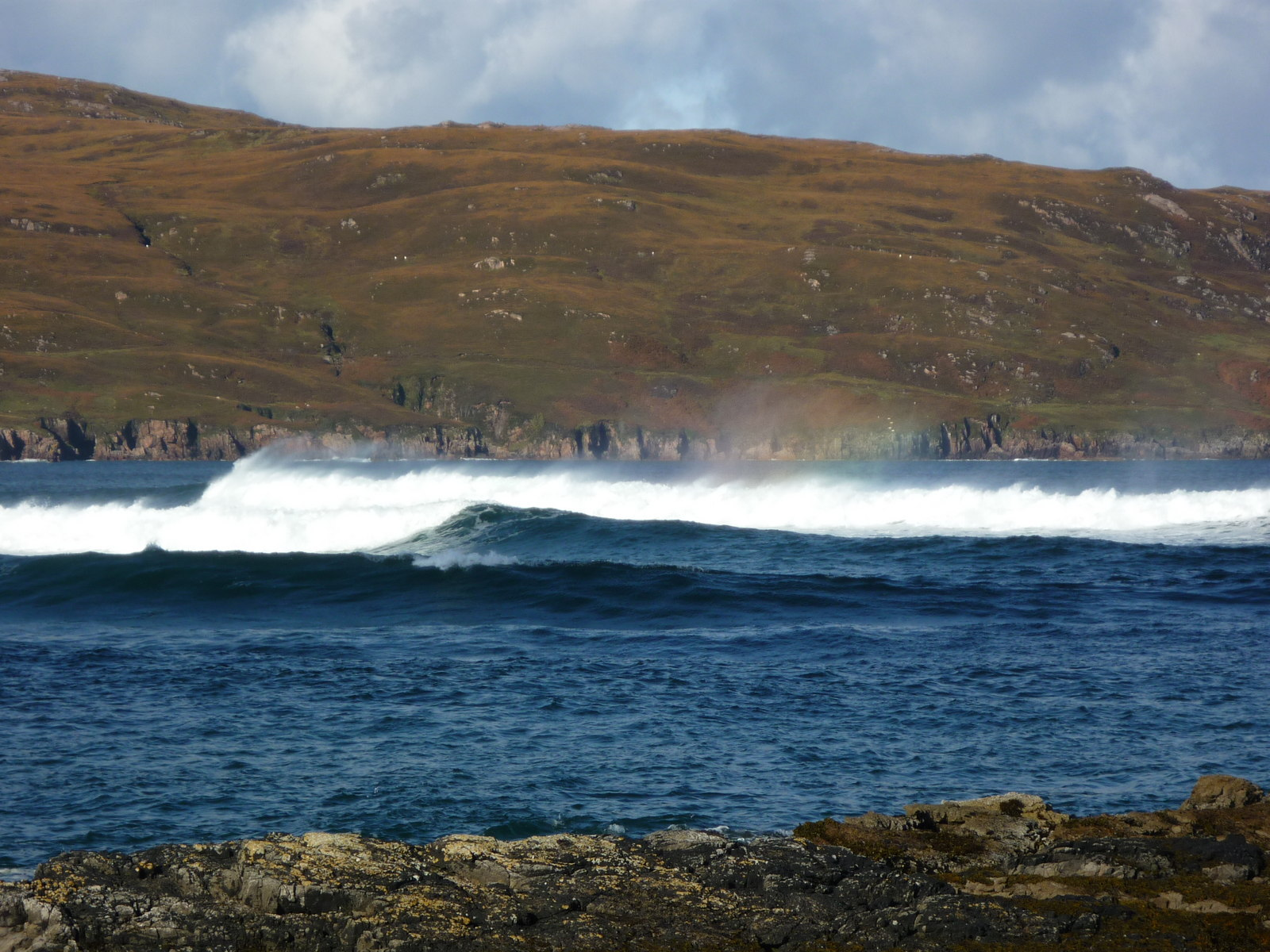
Gezeitenumschwung mit auflaufender Flut im Kyle, Blick zum Westufer
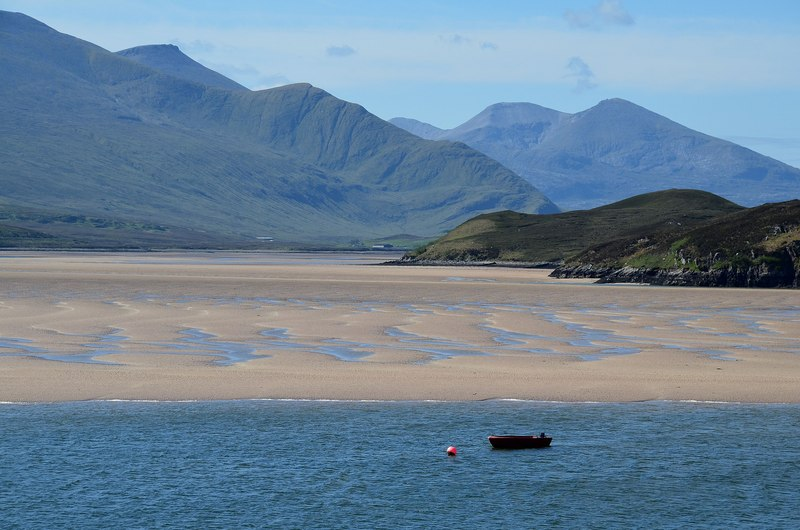
Südende des Kyles bei Ebbe, im Hintergrund Cranstackie und Foinaven
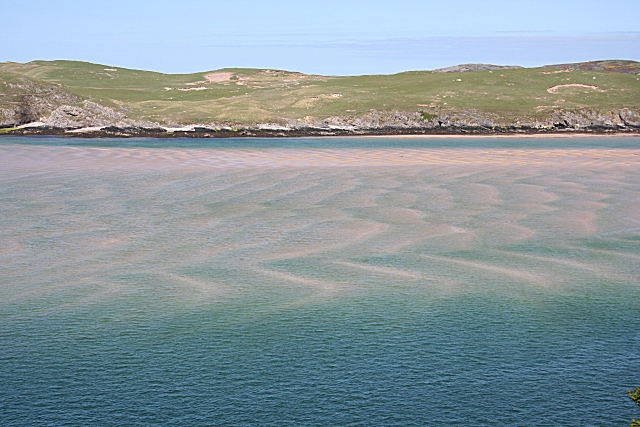
Entstehung zickzackförmiger Sandwellen durch die Interaktion von Wind und auslaufender Ebbeströmung. Blickrichtung nach Osten.
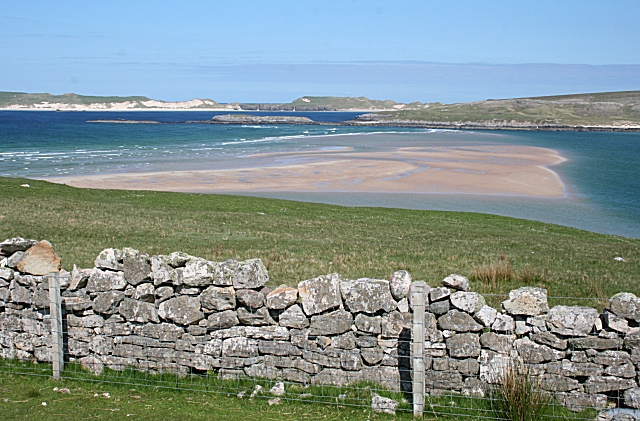
Eingang zum Kyle of Durness, Blickrichtung nach Osten zu Eilean Dubh und Faraid Head. Durch die Ebbeströmung beginnen die Sandbänke am Eingang trockenzufallen.